# Каминский, Игнаций
Игнаций Каминский (пол. Ignacy Kamiński, 24 января 1819, Вишневчик — 21 мая 1902, Делятин) — бургомистр Станиславова более 20 лет с 1869 по 1889 год, депутат Галицкого сейма 2-го созыва, а также 3-й, 4-й и 5-й срок (1867—1884) и в Государственный совет. Происходил из мелкой шляхты герба «Торог».

## Биография
Родился 24 января 1819 в Вишневчике, Королевство Галичина и Владимирии. Происходил из мелкой шляхты и имел герб «Topór». Поочередно окончил Бучачскую общую школу, львовскую гимназию и тамошний университет, где получил степень доктора права и философии. Ещё студентом присоединился к польскому конспиративному кружку «Сыновья Отечества», который имел целью освободить Польшу от австрийского порабощения. Активно участвовал в подготовке восстания 1846 года. Был разоблачен полицией и арестован на 2 года.
В 1848 году в эпоху Весны Народов в Австрийской империи вспыхнула революция. В отличие от австрийского староства городская интеллигенция сформировала свой властный орган — Окружной Совет, куда вошли представители польской и еврейской интеллигенции. Секретарем Совета стал молодой Каминский. Одновременно он являлся одним из организаторов Народной гвардии — местной самообороны. В своих речах Каминский призвал к отмене крепостной системы. В украинцах он видел союзников и предотвращал попытки австрийцев стравить две нации.
Во время горячей фазы революции Игнатий Каминский женился на Марии Бабецкой. Его жена имела отличный голос и пела в костеле, а их дочь Амалия впоследствии стала известной оперной певицей. В том же году Каминского арестовали на три года в тюрьму Терезиенштадт.
В 1861 г. в действие вступила конституционная реформа. Теперь галичане могли выбирать депутатов в Краевой сейм во Львове. В выборах Станислава проходили в помещении магистрата. Почти все кандидаты во главе с вице-президентом наместничества Мохом были проправительственными. Единственным непровластным был доктор Каминский. Когда комиссар Эйхль пытался отстранить Каминского от выборов, вспомнив две его ходки, разрушенная толпа едва не выбросила того из окна дома. По результатам голосования Игнатий победил. Но староство оспорило результаты и назначило новые выборы. Там Каминский пролетел, уступив Якову Криштофовичу, советнику окружного суда.
В разгар Январского восстания 1863 вновь разбудил в Игнация Каминского польского патриота. Он уехал в Вену, где закупал оружие для подготовки восстания в Галиции. Почувствовав полицейский хвост, революционер эмигрирует в Монако, а откуда в Швейцарию.
В Швейцарии Игнатий Каминский знакомится с повстанческим генералом Юзефом Гауке, руководившим последней великой битвой повстанцев с россиянами у Опатова. Каминский вместе с Юзефом Гауке и другими польскими иммигрантами пытались войти в контакт с правительством Луи-Наполеона ІІІ Бонапарта, чтобы Франция поддержала большое польское восстание. Переговоры эти завершились ничем, соответственно Каминский после объявления амнистии возвращается в Станиславов, а Юзеф Гауке становится бригадным генералом армии под предводительством Гарибальди и гибнет во франко-прусской войне у Дижона.
В Станиславе устроился на должность вице-бургомистра (1866), а два года спустя получил долгожданный мандат посла Краевого сейма.
В 1868 году город сожг известный «мраморный пожар». Самостоятельно магистрат не мог восстановить Станиславов — требовались внешние источники финансирования. За дело взялся Каминский. Он добился аудиенции императора в Будапеште и большого лотерейного займа для города. К Станиславову Игнатий Каминский вернулся как национальный герой и на следующих выборах стал его бургомистром (1869).
По инициативе бургомистра в 1875 году в городе прошла крупная аграрно-промышленная выставка.
В 1883 году строили железную дорогу Станислав-Гусятин. Каминский, являясь членом палаты послов в Вене, сделал все возможное, чтобы контракт достался барону Шварцу. Как выяснилось впоследствии, барон оказался ещё тем аферистом и разразился большой скандал. Все газеты империи писали о деле Шварца-Каминского. Бургомистра обвинили во взяточничестве и растрате бюджетных средств. В город приехала люстрационная комиссия, которая обнаружила, что Станислав задолжает государству 1,5 млн ринских злотых. Игнаций Каминский свою вину не признавал, началась судебная волокита. Потратив на адвокатов огромные суммы, бургомистр выкрутился, но на репутации можно было ставить крест. Кроме того, у него стало плохо со здоровьем. Каминский решил уйти: сначала составил мандат депутата сейма, а в июле 1888-го подал в отставку с поста бургомистра.
Доживал Каминский в Доре, на небольшой вилле. Скончался в 1902 году в Делятине.